# Karel Komárek mladší
Karel Komárek ml. (* 15. března 1969, Hodonín, Československo) je český podnikatel, jehož čisté jmění k únoru 2023 činilo podle agentury Bloomberg 8,1 mld. dolarů. K 25. květnu 2023 byl třetím nejbohatším Čechem a v seznamu Aktuální žebříček miliardářů (anglicky The real-time billionaires list), ve kterém časopis Forbes každý den zachycuje aktuální čisté jmění všech cca 2 640 dolarových miliardářů světa, mu patřila 257. příčka.
Komárek vlastní skupinu KKCG, kterou založil v roce 1995. KKCG se zaměřuje na loterijní a herní byznys, energii, informační technologie a nemovitosti. Komárek je také významným mecenášem. Jeho rodinná nadace Karel Komárek Family Foundation dlouhodobě podporuje Centrum Johna F. Kennedyho pro múzická umění ve Washingtonu a v roce 2021 věnovala 7,5 mil. dolarů na obnovu jihomoravských obcí zpustošených tornádem. Komárek také sponzoruje mezinárodní hudební festival Dvořákova Praha a jeho nadace Proměny již 15 let financuje projekty na kultivaci životního prostředí a veřejného prostoru.

## Mládí a kariéra
Karel Komárek se narodil v Hodoníně 15. března 1969. Vystudoval střední školu strojírenského zaměření a následně krátce pracoval ve společnosti Sigma Hodonín V roce 1992 začal podnikat a založil společnost M.O.S. Hodonín, která se zabývala velkoobchodem průmyslovými armaturami. Počáteční kapitál 300 000 Kč si vypůjčil od otce. V roce 1995 založil Komárek investiční společnost KKCG s mezinárodní působností. V roce 1996 se jeho společnost M.O.S. Hodonín přejmenovala na MOS Hodonín Moravia Systems a stala se poskytovatelem technologií pro těžební průmysl, takže Komárek mohl vstoupit do energetiky. Následovalo založení energetické společnosti Moravské naftové doly (nyní MND Group), která v současné době spadá pod Komárkovu investiční společnost KKCG.
Komárek je předsedou správní rady nadace Karel Komárek Family Foundation, po boku své ženy Štěpánky.

## Osobní život
Karel Komárek je ženatý se Štěpánkou Komárkovou. Má čtyři děti a žije ve švýcarském Verbieru. Komárek je považován za zapáleného cyklistu, veslaře a golfistu.

## KKCG
Obchodní aktivity KKCG zahrnují loterie a hazardní hry, energetiku, informační technologie a investice. Do skupiny KKCG patří společnosti Allwyn, MND, ARICOMA Group, KKCG Real Estate Group, fond rizikového kapitálu Springtide Ventures a další. V roce 2022 působila KKCG ve 33 zemích.
V roce 2004 se stala majoritním akcionářem společnosti CK Fischer, jedné z největších českých cestovních agentur, kterou na jaře 2020 koupila německá Rewe Group. V roce 2012 získala KKCG stoprocentní podíl v největší české loterijní společnosti Sazka, která se později stala základem pro založení evropského herního holdingu Sazka Group. V roce 2021 se mateřská společnost Sazka Group s názvem Sazka Entertainment přejmenovala na Allwyn. Portfolio skupiny Allwyn zahrnuje společnosti Camelot UK, Camelot US (provozovatelé Illinois State Lottery), Opap (Řecko a Kypr), Casag (Rakousko), Sazka (Česká republika) a Lottoitalia (Itálie).
KKCG rovněž investuje do informačních technologií a je aktivní na trhu s nemovitostmi. Dokončila několik luxusních rezidenčních projektů v Praze. V červnu 2021 dostavěla Administrativní a obchodní centrum Bořislavka na Praze 6.
V roce 2023 otevřela KKCG prostřednictvím společnosti US Methanol, kterou založila v roce 2016, závod na výrobu metanolu v Západní Virginii.

## Majetek
V roce 2018 odhadla společnost Bloomberg Komárkovo čisté jmění na 3,3 mld. dolarů. V roce 2019 zařadil časopis Forbes Komárka na 715. místo na seznamu světových miliardářů s odhadovaným jměním 3 mld. dolarů. V roce 2022 se Komárek v témže hodnocení posunul na 502. příčku s odhadovaným čistým jměním ve výši 5,3 mld. dolarů. Společnost Bloomberg v únoru 2023 odhadla jeho čisté jmění na 8,1 mld. dolarů.
|      | Forbes                       | Forbes  | Forbes   | Bloomberg              | Bloomberg |
| rok  | majetek v mld. Kč (mld. USD) | v Česku | na světě | majetek mld. USD       | na světě  |
| ---- | ---------------------------- | ------- | -------- | ---------------------- | --------- |
| 2023 | 175 (8,1)                    | 3.      | 256.     | 8,27 (25. května 2023) | 250.      |
| 2022 | 169,4 (7,7)                  | 2.      | 304.     |                        |           |
| 2021 | 121 (5,5)                    | 2.      | 502.     |                        |           |
| 2020 | 71,0                         | 5.      |          |                        |           |

## Dobročinnost
Komárek vybudoval nadaci Karel Komárek Family Foundation, jež podporuje festival Dvořákova Praha, který Komárek roku 2008 spoluzaložil, a dále nadaci Proměny. Komárek je předsedou správní rady obou nadací. Nadace Proměny se zaměřuje na rozvoj veřejných prostor v České republice a zejména na obnovu parků a školních zahrad. Mimo jiné se podílela na obnově parku Střed v Mostě.
V roce 2020 spustila nadace Karel Komárek Family Foundation projekt, v jehož rámci darovala českým školám hudební nástroje; od českého výrobce Petrof za tímto účelem koupila 11 klavírů v ceně 200 000 Eur. Zároveň zahájila veřejnou sbírku nástrojů pro 45 dalších škol. V roce 2023 byla spuštěna druhá sbírka na koupi 21 nástrojů v hodnotě 10,3 milionů Kč, z čehož polovinou přispěje KKFF. V srpnu 2021 daroval Komárek 150 milionů Kč na rekonstrukci Hodonína, který o dva měsíce dříve zpustošilo tornádo.
Nadace Karel Komárek Family Foundation rovněž v roce 2022 podpořila ve Francii projekt Gardens of Peace, který připomíná vojáky padlé v 1. světové válce.
Od Centra Johna F. Kennedyho pro múzická umění ve Washingtonu dostal Komárek v roce 2013 zlatou medaili za zásluhy na poli umění. Spolu se svou ženou v roce 2019 podpořil vznik budovy centra REACH při této instituci.
V roce 2022 spustil Komárek v Silverstone projekt s názvem „More than Equal“, jehož cílem je najít, vytrénovat a podpořit první světovou šampionku Formule 1. Spoluzakladatelem projektu je David Coulthard. Iniciativa „More than Equal“ uzavřela partnerství se společností Motorsport Network, se kterou vypracuje globální přehled o stavu motoristického sportu.